# Баронська (станція)
Баро́нська — вантажно-пасажирська залізнична станція Луганської дирекції Донецької залізниці на ділянці Родакове — Дебальцеве.
Розташована в селищі Голубівка, Алчевський район, Луганської області, між станціями Мануїлівка (8 км) та Депрерадівка (4 км).
Через військову агресію Росії на сході Україні транспортне сполучення припинене, водночас керівництво так званих ДНР та ЛНР заявляло про запуск електропоїзда сполученням Луганськ — Ясинувата, що підтверджує сайт Яндекс.